# Yusuke Minagawa
Yusuke Minagawa (Tóquio, 9 de outubro de 1991), é um futebolista Japonês que atua como atacante. Atualmente, joga pelo Sanfrecce Hiroshima.

## Títulos

### Clube
- Campeonato Japonês de Futebol: 2015